# 탕가니카

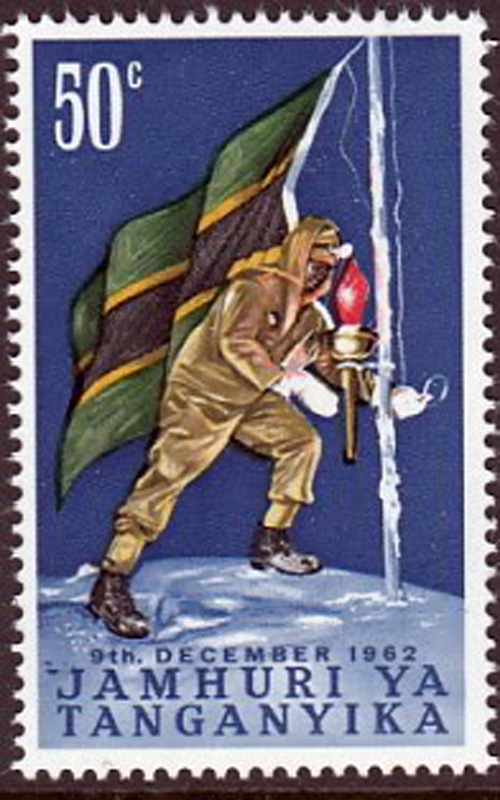
탕가니카 국기와 함께 우후루봉 정상에 오른 산악인 알렉스 나이렌다의 우표

탕가니카(/ˌtæŋɡənˈjiːkə/)는 1961년부터 1964년까지 존재한 현재 탄자니아의 본토 부분을 구성하는 주권국이다. 1961년 12월 9일 영국으로부터 영연방 왕국 엘리자베스 2세 여왕의 지배 1년 후 영연방 내에서 공화국이 되기 전에. 1964년 4월 22일 연합 규약에 서명하고 4월 25일 연합법을 통과시킨 후, 탕가니카는 1964년 4월 26일 연합날에 공식적으로 잔지바르 인민공화국에 합류하여 탕가니카-잔지바르 연합공화국을 형성했다. 새로운 국가는 1년 이내에 국명을 탄자니아 연합공화국으로 변경했다.

## 역사
원래 탕가니카는 1922년 영국이 국제연맹 위임통치령 아래에 있던 독일령 동아프리카의 영국령인 탕가니카 영토로 구성되어 있었고, 제2차 세계 대전 이후 유엔 신탁통치령으로 변경되었다. 독일령 동아프리카는 벨기에의 신탁통치를 받게 되었고, 결국 현재의 르완다와 부룬디가 되었다.
1961년 탕가니카 독립법이 제정되면서 유엔의 신탁통치령은 탕가니카의 독립국가가 되었고, 엘리자베스 2세는 탕가니카의 여왕이 되었다. 군주의 헌법적 역할은 주로 탕가니카 총독에 의해 수행되었다.
탕가니카는 1962년에 국민의회(대부분 탕가니카 아프리카 국민연합당 소속)와 함께 군주제를 폐지한 정부의 강력한 행정부, 즉 대통령을 선호하도록 새 헌법을 대폭 수정했다. 탕가니카는 그 후 줄리어스 니에레레가 탕가니카의 대통령이 되면서 영연방 공화국이 되었다. 잔지바르와 탕가니카 연합 이후, 1962년 헌법에서 개정된 임시 헌법이 통치 문서가 되었다. 비록 일시적인 것이었지만, 이 헌법은 1977년까지 효력을 유지했다.
1964년 탕가니카와 잔지바르의 통일은 강한 "영토적 민족주의"를 수반하는 "사회주의"라는 니에레레의 원칙을 따랐다."

## 같이 보기
- 탕가니카의 우표와 우편의 역사
- 탕가니카 웃음 유행병